# Miles L.R.5
Die Miles M.64 L.R.5 war ein zweisitziges Kleinflugzeug des britischen Herstellers Miles Aircraft.

## Konstruktion und Entwicklung
Eine kleine Gruppe von Enthusiasten bei Miles Aircraft erhielt von George Miles die Erlaubnis für die Konstruktion und den Bau eines Kleinflugzeugs, das möglicherweise nach dem Ende des Zweiten Weltkriegs in Serie gebaut werden konnte. Außerdem sagte Miles zu, alle nötigen Materialien zur Verfügung zu stellen. Die L.R.5 entstand im Jahr 1945 als fünfter Entwurf des Miles-Werks „Liverpool Road“ (L.R.) in Reading. Die vier vorhergehenden hier entwickelten Prototypen waren die M.28, die M.35 Libellula, M.39B Libellula und die Miles Aerovan. 
Die L.R.5 war ein einmotoriger Tiefdecker aus Holz mit starrem Bugradfahrwerk, der von einem luftgekühlten Vierzylinderreihenmotor Blackburn Cirrus Minor mit einer Nennleistung von 100 PS (74 kW) angetrieben wurde. Das geräumige Cockpit mit nebeneinander angeordneten Sitzen wurde von einer großen Plexiglaskanzel überdeckt und verfügte über Türen auf beiden Seiten. Das Fahrwerk verfügte über gefederte Fahrwerksbeine und ein steuerbares Bugrad. Aufgrund enttäuschender Flugtests und der höher priorisierten Produktion etablierter Muster wurde die Weiterentwicklung der L.R.5 jedoch aufgegeben.

## Nutzung
George Miles absolvierte den Jungfernflug des Prototyps mit dem temporären Kennzeichen U-0253 am 3. Juni 1945. Obwohl die Ergebnisse des Testflugs bei niedrigen Geschwindigkeiten sowie bei Start und Landung enttäuschten, war die Maschine angenehm zu fliegen und bot hervorragende Sichtverhältnisse.

## Technische Daten
| Kenngröße       | Daten                                         |
| --------------- | --------------------------------------------- |
| Besatzung       | 1                                             |
| Passagiere      | 1                                             |
| Spannweite      | 36 ft (10,97 m)                               |
| Leermasse       | 1.000 lb (454 kg)                             |
| max. Startmasse | 1.550 lb (703 kg)                             |
| Triebwerke      | 1 × Blackburn Cirrus Minor mit 100 PS (74 kW) |